# Dagmar Outratová-Šimáčková
Dagmar Outratová-Šimáčková (14. května 1905 Praha – 12. září 1968 Praha) byla česká spisovatelka, básnířka, překladatelka a sochařka.

## Životopis
Děda Dagmary byl František Šimáček, poslanec Českého zemského sněmu, nakladatel a novinář. Její rodiče byli Bohuslav Šimáček (12. 5. 1866–6. 3. 1945) knihtiskař a nakladatel a Milada Šimáčková za svobodna též Šimáčková (25. 3. 1887–26. 3. 1973). Měla dva sourozence – Radovana Šimáčka, publicistu a spisovatele a Zorku Trmalovou-Šimáčkovou (1. 6. 1907). Roku 1925 se provdala za gymnaziálního profesora J. Outratu.
Dagmar Outratová-Šimáčková absolvovala Státní odbornou školu grafickou u Vratislava Huga Brunnera a Ludvíka Bradáče. Pracovala jako průmyslová výtvarnice, byla autorkou několika plastik. Roku 1919 vystoupila z církve katolické. Po ovdovění (1935) absolvovala zdravotnický kurs. Za války byla nasazena v lékárně. Od roku 1953 pracovala jako sekretářka v Hygienicko-epidemiologickém ústavu. Byla autorkou lyrických próz a básní a překladatelkou z ruštiny.

## Dílo

### Básně
- Cestou močálem: 1938–1945 – Praha: Šolc a Šimáček, 1946

### Próza
- Tak jako …  – perokresby Ivana Haussmanna. Praha: Prokop Toman ml., 1936
- Pastely: sedm povídek o lásce – návrh obálky a kresby: Toyen. Praha: Českomoravský Kompas, 1944

### Překlady
- Svatá Helena, maličký ostrov – Mark Aleksandrovich Aldanov; se svolením autorovým z ruštiny. Praha: Šolc a Šimáček, 1926
- Spiknutí – M. A. Aldanov; se svolením autorovým z ruštiny. Praha: Šolc a Šimáček, 1926
- Stati o literatuře a umění – Maxim Gorkij; z ruského originálu; předmluva V. V. Michajlovského. Praha: Orbis, 1947
- Na Borodinském poli: povídky z roku 1939–1943 – Vsevolod Vjačeslavovič Ivanov; z ruštiny; s obálkou Andreje Bělocvětova. Praha: Nakladatelské družstvo Máje, 1947